# Federico Balart

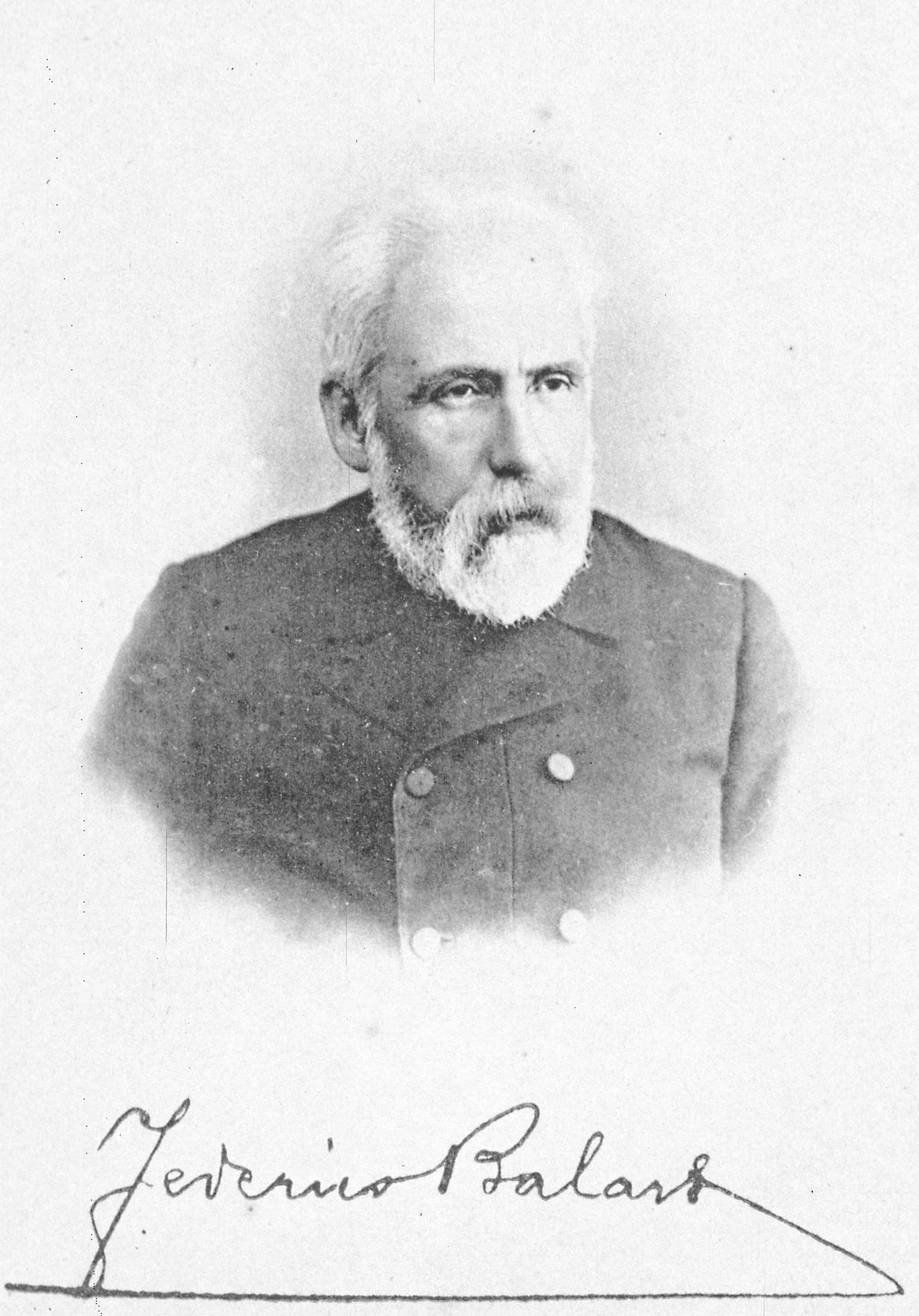
Federico Balart.

Federico Balart Elgueta, född 1831 i Murcia, död den 11 april 1905 i Madrid, var en spansk skriftställare.
Balart debuterade 1861 med artiklar om litteratur och konst i "El Globo" under pseudonymen Un aficionado, skrev vidare, stundom under pseudonymen Cualquiera, bland annat i Castelars tidning "La democracia" främst om teater. Adolf Hillman avger följande omdöme i Nordisk familjebok: "B. är en begåfvad, kunskapsrik kritiker, med skarp blick och liflig, ehuru något docerande stil." Utpräglad radikal till en början, blev han sedermera starkt påverkad av kristlig mysticism, som framgår av hans mest kända diktsamling, Dolores. Av övriga arbeten kan nämnas Impresiones: literatura y arte. I Göran Björkmans Genljud från Hesperien (1895) finns två av hans smådikter översatta.